# Srp i čekić
Srp i čekić (☭) zajedno predstavljaju komunistički simbol koji se povezuje s komunizmom, komunističkom partijom ili komunističkom državom. Sastoji se od ukrštenog srpa i čekića. Ove dvije alatke predstavljaju industrijski proletarijat i seljake koji zajedno čine jedinstvo industrijskih i poljoprivrednih radnika. 
Srp i čekić su najpoznatiji kao simbol na zastavi SSSR-a i zajedno s crvenom zvijezdom petokrakom (također simbolom komunizma).
Trenutno ovaj simbol službeno koriste Vladimirska oblast i Brjanska oblast u Rusiji na svojim grbovima i zastavama, zatim na zastavi i grbu Pridnjestrovlja, kao i na zastavi komunističke partije Kine.
Neke zemlje, kao npr. Angola, na svojoj zastavi koristi zupčanik i mačetu koje imaju isto značenje kao i srp i čekić.

## Pravni status
U određenim državama u tranziciji čiji su stanovnici doba realsocijalizma doživjeli kao totalitarnu diktaturu javno isticanje srpa i čekića te crvene zvijezde kao određeni simboli prošlosti uz simbole drugih dikatorskih sustava (kao primjerice i kukasti križ) zakonski su zabranjeni.
Određene zakonske propise su donijele primjerice Mađarska, Latvija i Litva. 